# Mesttorren
De mesttorren (Geotrupidae) vormen een familie van kevers (Coleoptera) in de superfamilie Scarabaeoidea. De wetenschappelijke naam van de familie werd in 1802 gepubliceerd door Pierre André Latreille.
De wetenschappelijke naam is van het Griekse γη (ge; aarde, grond) en τρυπαειν (trupaein; boren) afgeleid, en kan worden vertaald als 'grondboorders', wat verwijst naar het tunnelgravende gedrag.

## Onderfamilies en tribus
De volgende taxa worden in de familie geplaatst:
- Onderfamilie Taurocerastinae Germain, 1897
- Onderfamilie Geotrupinae Latreille, 1802
  - Tribus Ceratotrupini Zunino, 1984
  - Tribus Enoplotrupini Paulian, 1945
  - Tribus Cretogeotrupini Nikolajev, 1996  †
  - Tribus Geotrupini Latreille, 1802
  - Tribus Lethrini Oken, 1843

De tribus Lethrini wordt soms ook als onderfamilie Lethrinae gekwalificeerd.

## In Nederland waargenomen soorten
- Genus: Geotrupes
  - Geotrupes mutator - (Veranderlijke mestkever)
  - Geotrupes niger
  - Geotrupes spiniger - (Doornmestkever)
  - Geotrupes stercorarius - (Gedoornde mestkever)
  - Geotrupes stercorosus - (Bosmestkever)
  - Geotrupes vernalis - (Voorjaarsmestkever)
- Genus: Typhaeus
  - Typhaeus typhoeus - (Driehoornmestkever)